# Scharlakan
Scharlakan är ett dyrbart ylletyg, som främst var populärt under medeltiden.
Ordet härstammar från latinets scarlata, som i sin tur kommer av persiskans saqirlat. Vävtekniken kommer från Centralasien. Det gjordes av färgat ylle i många olika färger. Den vanligaste färgen på tyget var dock karminröd, vilket sedan har gett namnet scharlakansrött.